# Guirguillano
Guirguillano és un municipi de Navarra, a la comarca de Puente la Reina, dins la merindad de Pamplona. Limita al nord amb Salinas de Oro, Guesálaz i Bidaurreta, al sud amb Cirauqui, Mañeru i Artazu, a l'E. amb els de Puente la Reina i Belaskoain i a l'oest amb Guesálaz i Cirauqui. Està format pels concejos d'Echarren de Guirguillano i Guirguillano i per l'indret d'Argiñariz.

## Demografia
| Evolució demogràfica                                    | Evolució demogràfica | Evolució demogràfica | Evolució demogràfica | Evolució demogràfica | Evolució demogràfica | Evolució demogràfica | Evolució demogràfica | Evolució demogràfica | Evolució demogràfica | Evolució demogràfica |
| 1996                                                    | 1998                 | 1999                 | 2000                 | 2001                 | 2002                 | 2003                 | 2004                 | 2005                 | 2006                 | 2007                 |
| ------------------------------------------------------- | -------------------- | -------------------- | -------------------- | -------------------- | -------------------- | -------------------- | -------------------- | -------------------- | -------------------- | -------------------- |
| 80                                                      | 76                   | 72                   | 72                   | 72                   | 93                   | 92                   | 94                   | 94                   | 96                   | 91                   |
| Fonts: Guirguillano i Institut d'Estadística de Navarra |                      |                      |                      |                      |                      |                      |                      |                      |                      |                      |